# Savannah Haske
Savannah Haske (New York, 18 novembre 1977) è un'attrice statunitense, soprattutto nota per l'interpretazione del ruolo di Tatiana Deschenko, moglie del poliziotto John "Sully" Sullivan, nel serial TV Third Watch (Squadra emergenza), tra il 2000 e il 2002.
Ha anche interpretato con qualche successo personaggi in altri due serial americani tra il 2004 e il 2006. Nel 2008 partecipa ad un nuovo serial e ad un film-reportage sulla mafia newyorkese.